# Casa Constantin Zamfirescu
Casa Constantin Zamfirescu este un monument istoric din municipiul Botoșani, județul Botoșani, România. Este situată în zona centrală a municipiului pe Pietonalul Unirii la nr.9 lângă Casa Alexandru Văsescu. Aceasta a găzduit înainte de închiderea pentru renovare Centrul pentru pregătirea profesională a șomerilor Botoșani. Este inclusă în Lista monumentelor istorice din județul Botoșani având codul  BT-II-m-B-01935. Casa este compusă din 14 camere.